# Облога Ковна (1658—1659)
Облога Ковно (1658—1659) — одна з подій російсько-польської війни 1654—1667 років. Вона тривала більше трьох місяців. Через проблеми з продовольством деякі Великого князівства Литовського відступили, а московити отримали додаткове підкріплення, що й вирішило хід облоги на користь останніх.

## Передісторія
Наприкінці 1658 року діяльність московських військ призвела до загострення ситуації у Великому князівстві Литовському та конфліктів з місцевою шляхтою. Згодом це привело до розриву Віленського перемир'я 1658 року та відновлення війни. Одночасно з повстаннями шляхти, після укладення з українським гетьманом Іваном Виговським Гадяцького договору, шляхту підтримали ряд запорізьких гарнізонів у Білорусі на чолі з отаманом Іваном Нечаєм.
Незабаром у Великому князівстві Литовському розгорнулися бойові дії, кульмінацією яких став бій біля села Вєрки 11 жовтня, в якому армія Юрія Долгорукого завдала поразки литовській армії Вінцента Госевського. Втім, завдяки діяльності козаків, які захопили комунікації московитів, останні спішно покинули Литву. Після цього, до осені 1658 року військами Великого князівства Литовського були обложені великі міста, блокувавши гарнізони московських військ.

## Співвідношення сил
Сили Великого князівства Литовського складались із загонів литовської шляхти (головним чином, Ковенського повіту), в тому числі і колишня «присяжна» шляхта, яка раніше виступала на боці московських військ. Тому чисельність осадного корпусу поступово зростала. Воєвода Нестеров у своїй відписці називав таких «полковників» литовського війська:
- Єжи Кароль Глібович, староста Жмудського князівства;
- Мартіан Александр Огінський, литовський полковник;
- Ієронім Кришпін-Киршенштейн, полковник, кухмістр великий литовський;
- Микола Скорульський, ковенський хорунжий;
- Ян Станіслав Гейштор староста ковенський;
- Юрій Вяжевич, полковник;
- Матей Казимир Корвін-Гонсевський, полковник;
- Рожестен, полковник.

Чисельність литовського корпусу могла сягати декілька тисяч чоловік. Судячи з відписки московського воєводи, у литовців було багато гармат (напевно, польових). Командування спочатку здійснював Єжи Кароль Глібович, але вже в грудні він відбув до табору литовської армії.
Московський гарнізон Ковно був невеликий і складалися з кількох солдатських рот. Він був серйозно ослаблений у попередні роки через великі втрат від епідемії. Перед облогою він отримав невелике посилення в особі стольника О. Нестерова і його збройної свити, які поверталися до Московського царства після переговорів з бранденбурзьким курфюрстом. Нестеров так очолив оборону.

## Хід облоги
Перші литовські загони з'явилися під містом 7 листопада (28 жовтня) 1658 року. Протягом листопада вони постійно отримували підкріплення. У перші дні облоги литовським загонам вдалося завдати поразки солдатському ряду. Потім литовці тричі робили спроби штурму. Вони також неодноразово викликали московського воєводу на переговори, пропонуючи почесну капітуляцію. Отримавши відмову, литовці продовжили облогу.
Чергові штурми були зроблені литовськими військами 26 і 29 січня 1659 року, в ході яких був зроблений підрив підкопу під стінами. В цей час головні сили московської армії виснажувались боями на Дніпрі, тому обложені обходились малими силами і почали програвати.
В той же час литовське військо страждало від нестачі продовольства. Частина литовців покинула табір. Блокаду фортеці продовжували до 1000 чоловік. В таких умовах московити зробили успішну спробу деблокади. 20 лютого до міста підійшов загін полковника Якова Урвина з військом 1100 чоловік. Він був направлений з Вільни воєводою Михайлом Шаховським. Литовці не прийняли бою і відійшли, знявши облогу з Ковно.Описание штурма крепости из отписки воеводы Афанасия Нестерова.:

«І січня … в 16 і 19 день польські люди по два дні до Ковно приступали з щитами з жорстокими нападами, і під міську стіну підкопи підводили — один підкоп порохом підірвало — і всякі свої злі вигадки над Ковно чинили, й із гармат безупинно по місту і по вежах стріляли і гранати в місто пускали, і дерев'яні вежі і міську дерев'яну стіни і тайник із якого воду піднімали, запалювали. І … ратні люди які в Ковно, і я, холоп твій, з ними разом і з людцями своїми Польських людей в ті жорстокі п'ять нападів і в подкопний час від міських стін і від веж відбили і на тих приступах Польських людей багато побили. У Вільно мені … Духова монастиря намісник Данило казав, що, мовляв, під Ковно Польські люди під час наступу побили з дев'ять сотень людей не рахуючи поранених. А твоїх, Великого Государя, ратних людей в Ковно в облозі Польські люди із гармат та із мушкетів вбили сім чоловік, та моїх дворових людей поранили із мушкетів на вежі і на міській стіні двох людей».